# Edite de Wessex
Edite de Wessex (em inglês: Edith; 1020/22  — Winchester, 18 de dezembro de 1075) foi rainha consorte da Inglaterra como esposa de Eduardo, o Confessor.

## Família
Edite era filha de Goduíno de Wessex um dos homens mais poderosos da Inglaterra no reinado de Eduardo. Sua mãe era Gytha Thorkelsdóttir, por sua vez filha de Torquel, filho deserdado do príncipe sueco Estirbiorno, o Forte, filho do rei Olavo II.

## Biografia
Quando Goduíno e sua família foram expulsos da Inglaterra em 1051 Edite foi posta de lado pelo rei e enviada para um convento de freiras. Portanto um ano depois, Goduíno regressou e reintegrou sua filha a coroa, que nos últimos anos do rei desempenhou um importante papel junto a ele como parte do grupo dos conselheiros do mesmo.
Edite se casou com Eduardo em 23 de janeiro de 1045, porém não teve filhos com o rei. Segundo alguns historiadores, a falta de filhos poderia ser atribuída à recusa de Eduardo em consumar o casamento, por conta de sua antipatia em relação a família de Edite; segundo outros, Eduardo teria feito voto de castidade. Para o historiador e biógrafo britânico Frank Barlow, esta última hipótese não tem fundamento.
De acordo com Barlow: " embora ela estivesse sempre modestamente colocada por trás do trono, não se pode minimizar o seu poder ou ocultar completamente a relevância vontade dela em relação ao reino. Ela era uma mulher dura e irredutível."
Após a morte de Eduardo em 4 de janeiro de 1066, o irmão de Edite, Haroldo II tomou o trono, porém um primo de Eduardo, Guilherme I então Duque da Normandia resolveu se auto-proclamar rei da Inglaterra. Na Batalha de Stamford Bridge, de 25 de setembro de 1066, e na Batalha de Hastings, de 14 de outubro de 1066, Edite perdeu quatro de seus irmãos. Tostigo, Haroldo, Girto e Leofivino. Seu irmão Vulfenoto que tinha sido tomado como refém por Eduardo em 1051 logo depois se tornou prisioneiro de Guilherme I e foi levado cativeiro para a Normandia. Portanto Edite foi a única membra da família Goduíno a sobreviver a conquista normanda sobre a Inglaterra, os filhos de Haroldo II fugiram para a Irlanda.

## Referência Bibliográfica
- Frank Barlow,Edward the Confessor, Yale University Press: Londres, 1997.